# Zirzipanen

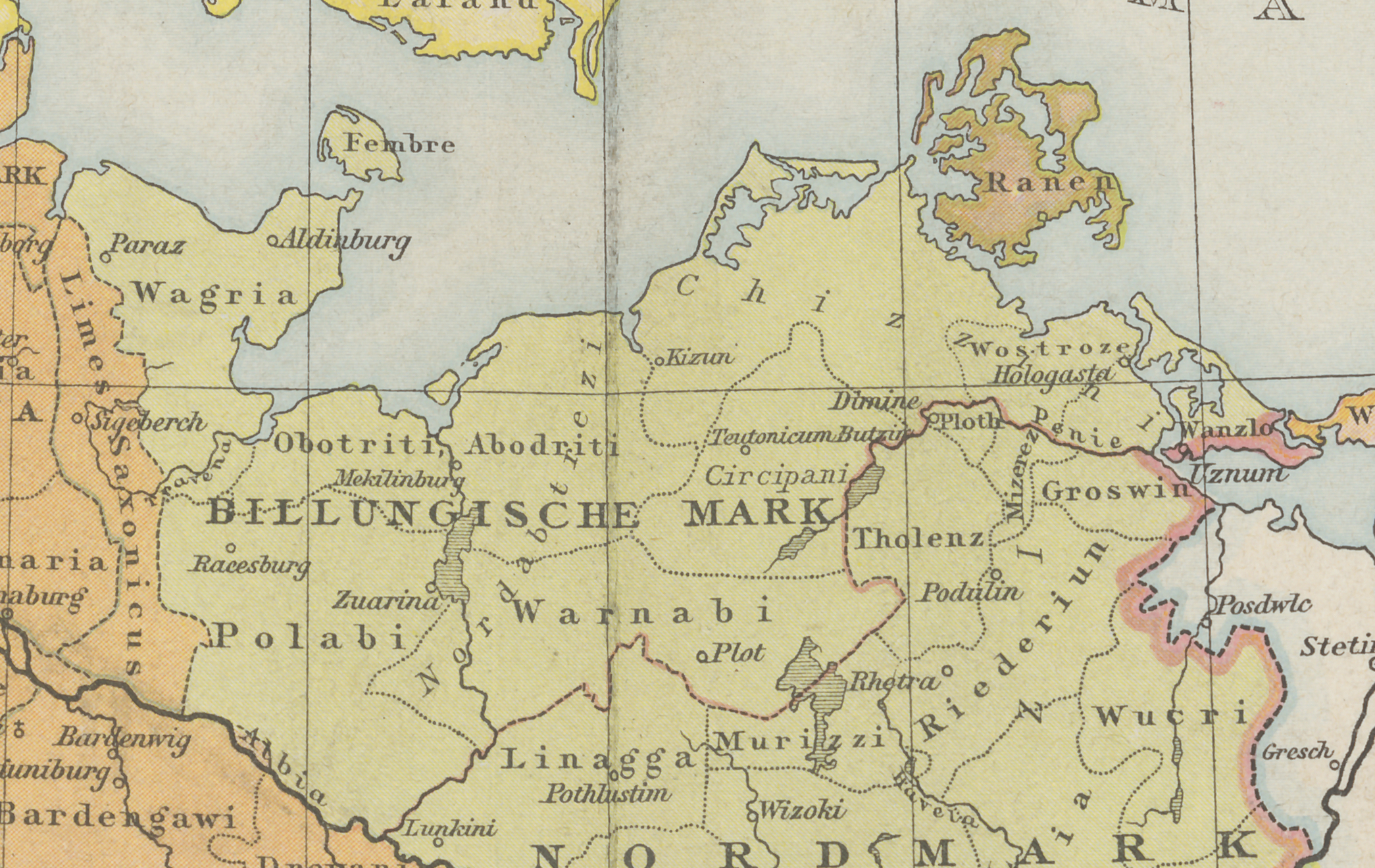
Stammesgebiet der Zirzipanen (Circipani) um das Jahr 1000

Die Zirzipanen (auch Circipanen, dt. „um die Peene“) waren ein mittelalterlicher elbslawischer Stamm und einer der Teilstämme der Liutizen. Sie siedelten um den Teterower See auf dem Gebiet des heutigen Mecklenburg-Vorpommern. Ihr Stammesgebiet Zirzipanien umfasste die Burgwardbezirke Demmin, Dargun, Krakow am See, Sukow und Altkalen. Das ist der Bereich südlich der Recknitz und Trebel und westlich des Malchiner Sees und des Kummerower Sees, im Bereich der Altkreise Güstrow (Ostteil) und Demmin.
Im 7. Jahrhundert wurde diese Gegend von Slawen besiedelt, aus denen sich später der Stamm der Zirzipanen bildete, der erstmals zum Jahr 955 als Zcirizspanis in dem für dieses Jahr zeitgenössischen Eintrag in den St. Gallener Annalen erwähnt wird. Später berichten Adam von Bremen in seiner Hamburger Kirchengeschichte und Helmold von Bosau in der Slawenchronik von den Zirzipanen. Im 11. und 12. Jahrhundert kam das Land mehrfach unter dänische Herrschaft, zudem zogen u. a. die Obodriten und Pomoranen gegen Zirzipanien und der Stamm wurde nahezu ausgerottet. Zirzipaniens westliche Gebiete kamen an das Obodritenfürstentum, das spätere Mecklenburg, während die Demminer Gegend bei Pommern verblieb. Von 1131 bis zu seinem Tod 1160 war der obodritische Fürst Niklot Herrscher der Zirzipanen. 1147 verwüsteten der Wendenkreuzzug und mehrere Dänenfeldzüge nach 1170 das Gebiet mehrmals. Später wurde die Gegend im Zuge der Ostsiedlung durch Deutsche besiedelt, die restlichen Zirzipanen wurden assimiliert.
Bei Behren-Lübchin befand sich eine weitere stark befestigte Inselburg aus dem 10. bis 12. Jahrhundert, welche sehr wahrscheinlich in dem Bericht von Saxo Grammaticus aus dem Jahr 1171 erwähnt wurde. Die Burg wurde Ende des 12. Jahrhunderts vermutlich von den Dänen erobert.